# Монаршик гіацинтовий
Мона́ршик гіацинтовий (Hypothymis azurea) — вид горобцеподібних птахів родини монархових (Monarchidae). Мешкає в Південній і Південно-Східній Азії. Виділяють низку підвидів.

## Опис
Довжина птаха становить 16 см. Виду притаманний статевий диморфізм. Самці мають бліде, лазурово-блакитне забарвлення, нижня частина живота у них білувата. Тім'я чорне, на горлі вузька чорна смужка, над дзьобом чорна пляма. У самиць верхня частина тіла сіро-коричнева, нижня частина тіла білувата, голова сиза, чорні плями у забарвленні відсутні. Пір'я на голові може ставати дибки. Представники різних підвидів різняться за забарвленням. Так, самці підвиду H. a. styani мають помітні, яскраві чорні смуги і білий живіт. У самців підвиду H. a. ceylonensis чорна пляма на тімені відсутня, забарвлення має пурпуровий відтінок. У представників підвиду H. a. tytleri нижня частина тіла сиза. Представники підвиду H. a. nicobarica мають менший і тонший дзьоб.

## Таксономія
Гіанцинтовий монаршик був описаний французьким натуралістом Жоржем-Луї Леклерком де Бюффоном в 1779 році в праці «Histoire Naturelle des Oiseaux». Науково вид був описаний в 1783 році, коли голландський натураліст Пітер Боддерт класифікував його під назвою Muscicapa azurea. Типовим міцем є Маніла на острові Лусон. В 1826 році німецький орнітолог Фрідріх Бойє виділив гіацинтового монаршика в новий рід Hypothymis. Гіанцинтовий монаршик є типовим видом роду Монаршик.

## Підвиди
Виділяють 23 підвиди:
- H. a. styani (Hartlaub, 1899) — від Індії і Непалу до південно-східного Китаю і В'єтнаму;
- H. a. oberholseri Stresemann, 1913 — Тайвань;
- H. a. ceylonensis Sharpe, 1879 — Шрі-Ланка;
- H. a. tytleri (Beavan, 1867) — Андаманські острови;
- H. a. idiochroa Oberholser, 1911 — острів Кар-Нікобар;
- H. a. nicobarica Bianchi, 1907 — південні Нікобарські острови;
- H. a. montana Riley, 1929 — північний і центральний Таїланд;
- H. a. galerita (Deignan, 1956) — південно-західний і південно-східний Таїланд;
- H. a. forrestia Oberholser, 1911 — архіпелаг Мергуй[en] (на захід від М'янми);
- H. a. prophata Oberholser, 1911 — Малайський півострів, Суматра і Калімантан;
- H. a. javana Chasen & Kloss, 1929 — Ява;
- H. a. penidae Meise, 1942 — острів Нуса-Пеніда (поблизу Балі);
- H. a. karimatensis Chasen & Kloss, 1932 — острів Карімата[en] (на захід від Калімантану);
- H. a. opisthocyanea Oberholser, 1911 — Анамбаські острови;
- H. a. gigantoptera Oberholser, 1911 — острови Бунгуран[en];
- H. a. consobrina Richmond, 1902 — острів Сімелуе (на північний захід від Суматри);
- H. a. leucophila Oberholser, 1911 — острів Сіберут (на захід від Суматри);
- H. a. richmondi Oberholser, 1911 — острів Енгано (на південний захід від Суматри);
- H. a. abbotti Richmond, 1902 — острови Реусам і Бабі (на північний захід від Суматри);
- H. a. symmixta Stresemann, 1913 — західні і центральні Малі Зондські острови;
- H. a. azurea (Boddaert, 1783) — Філіппіни (за винятком острова (Каміґуїн);
- H. a. aeria Bangs & Peters, JL, 1927 — острови Дераван[en] (на схід від Калімантану);
- H. a. catarmanensis Rand & Rabor, 1969 — острів Каміґуїн.

## Поширення і екологія
Гіацинтові монаршики широко поширені в Південній і Південно-Східній Азії. Вони живуть у вологих і сухих рівнинних тропічних лісах, на болотах і плантаціях. Віддають перевагу густим незайманим лісам. Є переважно осілими.

## Поведінка
Гіацинтові монаршики живляться переважно комахами. Вони часто приєднуються до змішаних зграй птахів. Сезон розмноження в Індії триває з березня по серпень. Гніздо, яке будує лише самиця, має чашоподібну форму і розміщується в розвилці гілки. В кладці 3 яйця. якінасиджують самиця і самець по черзі. Інкубаційний період триває 12 дні. При дослідженні гіацинтових монаршиків було відкрито кілька нових видів паразитів.

## В культурі
Гіацинтовий монаршик надихнув на створення логотипу компанії Твіттер.

## Галерея

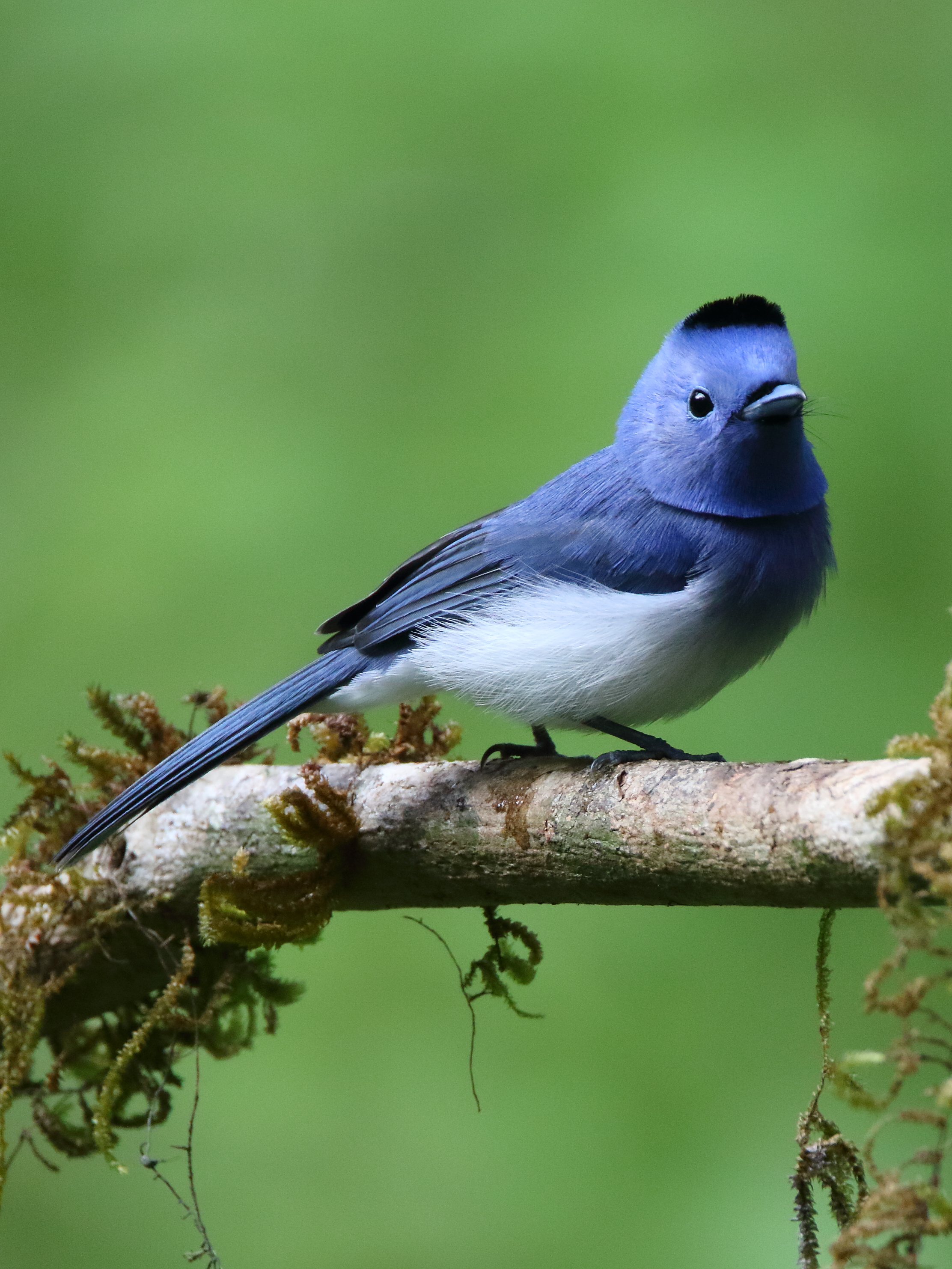
Гіацинтовий монаршик
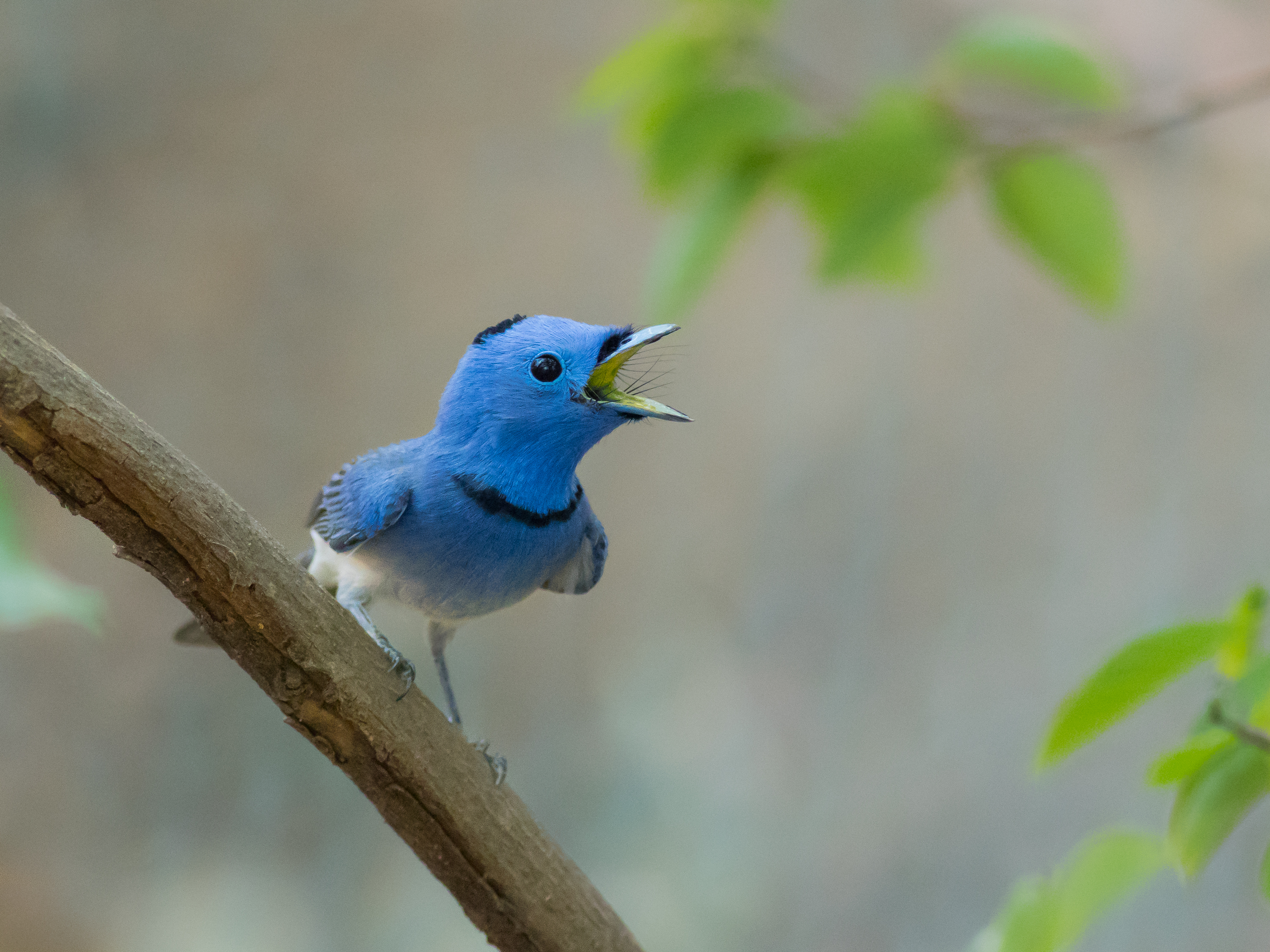
Самець гіацинтового монаршика
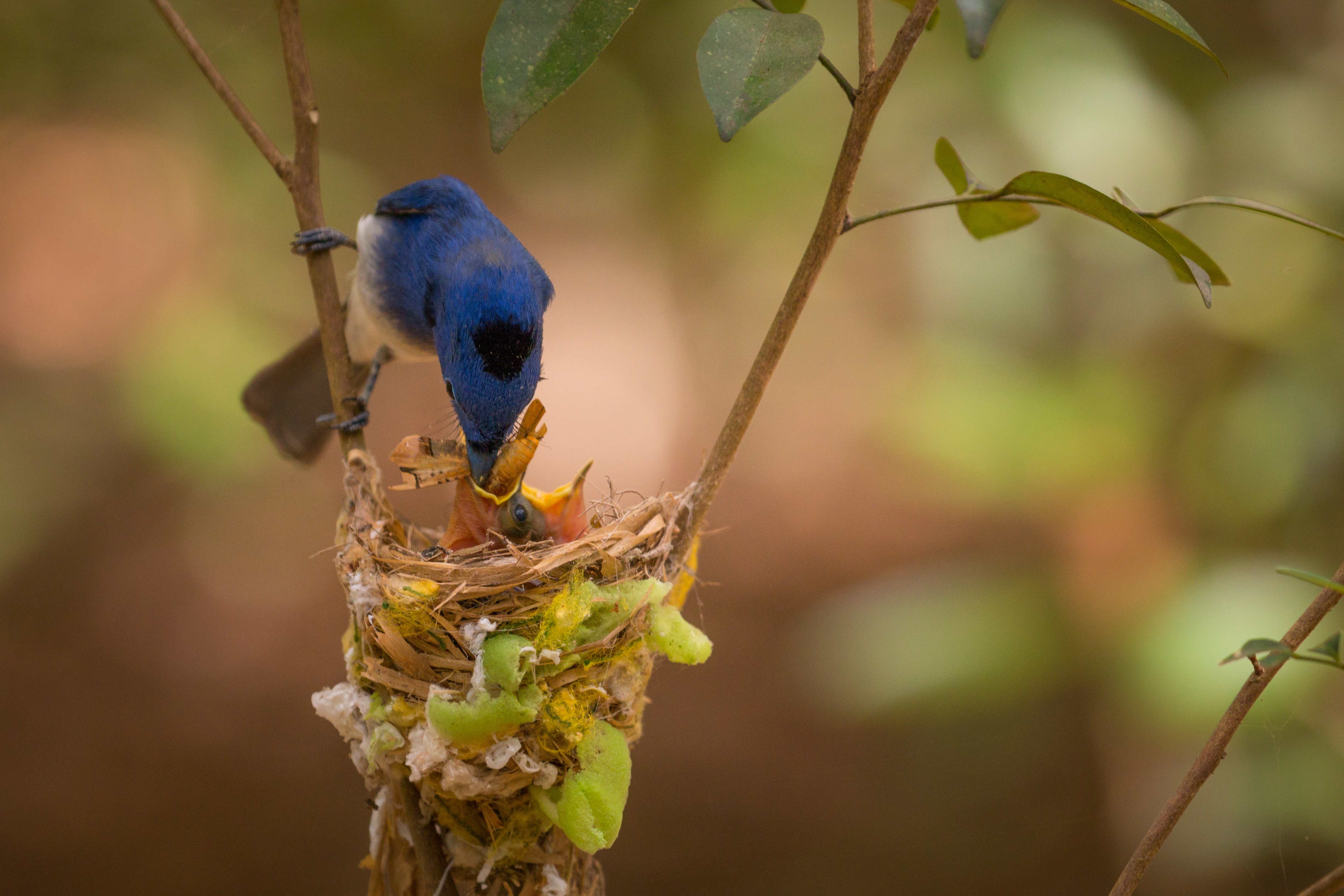
Гіацинтовий монаршик годує пташенят
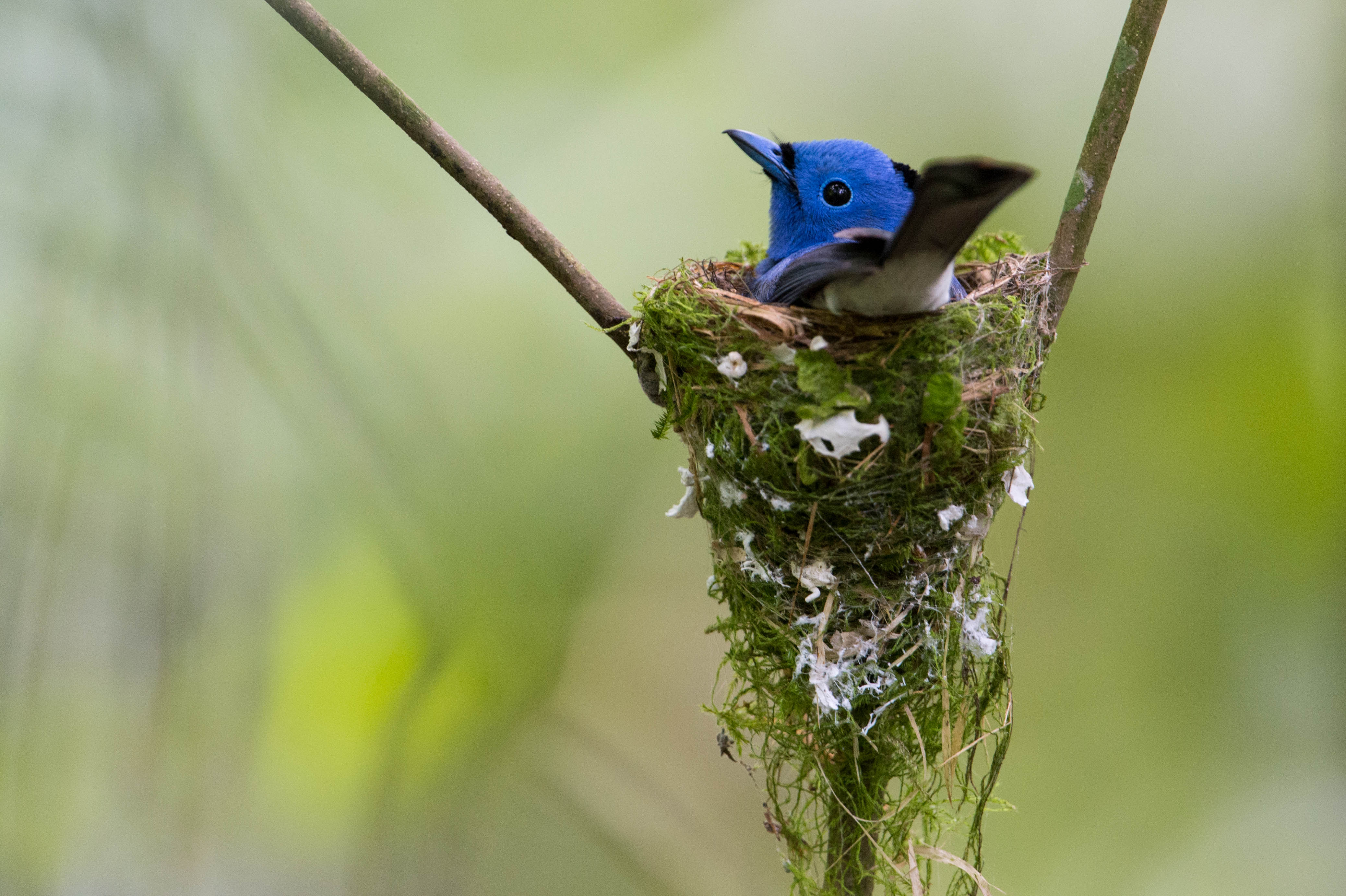
Гіацитовий монаршик в гнізді